# 图莱里 (南达科他州)
图莱里（英語：Tulare），是美国南达科他州下属的一座城市。根据2010年美国人口普查，该市有人口209人。论人口在本州排行第178。